# Касселс, Гарольд
Гарольд Кеннеди Касселс (англ. Harold Kennedy Cassels, 4 ноября 1898, Baoning Fu — 23 января 1975, Тонтон) — британский хоккеист на траве, полевой игрок. Олимпийский чемпион 1920 года.

## Биография
Гарольд Касселс родился 4 ноября 1898 года в китайском городе Ланчжун в семье священника —- первого епископа Западного Китая.
Для обучения в школе был отправлен в Англию. Учился в колледже святого Лаврентия в Рамсгите. Был капитаном команды колледжа по футболу и хоккею на траве, вице-капитаном команды по крикету.
Участвовал в Первой мировой войне. Весной 1917 года зачислен пилотом в Королевский лётный корпус. Попал в плен.
В 1919 году поступил в Королевский колледж в Кембридже, выступал за университетскую команду по хоккею на траве.
В 1920 году вошёл в состав сборной Великобритании по хоккею на траве на летних Олимпийских играх в Антверпене и завоевал золотую медаль. Играл в поле, провёл 2 матча, мячей (по имеющимся данным) не забивал. Больше за сборную не выступал.
Умер 23 января 1975 года в британском городе Тонтон.